# 經叔平
经叔平（1918年7月18日—2009年9月14日），汉族，浙江上虞人，中國知名企业家，中华人民共和国政治人物，原副国级领导人。中国民主建国会会员，中国民生银行创始人、名誉董事长，第九届全国政协副主席，中華全國工商業聯合會主席。

## 生平
1934年至1939年，在上海圣约翰大学学习。1939年至1942年，任上海新中实业厂副经理。1942年至1957年，任上海华明烟厂副经理、经理，上海华成烟厂经理，上海卷烟工业同业公会主委，民建上海市委秘书长，上海市工商联副秘书长，上海市政协副秘书长。1957年至1979年，任全国工商联副秘书长，全国工商联常委。
1979年起，历任中国国际信托投资公司房地产部总经理，中国国际信托投资公司副总经理，国家外资企业管理委员会特邀顾问，中华人民共和国对外经济贸易部特邀顾问，全国政协常务委员，全国工商联副主席，中国国际信托投资公司常务董事，中国国际经济咨询公司董事长，全国政协副秘书长。1993年起，任全国政协常务委员，全国工商联执委会主席。1996年起，任中国民生银行董事长。1998年3月当选为第九届全国政协副主席。1998年9月当选为全国台湾研究会第四届理事会副会长。
他还是第六至八届全国政协常委，第八届全国政协经济委员会副主任。
2009年9月14日，经叔平在北京病逝，享年91岁。